# Szigetbecse
Szigetbecse (deutsch Wetsch) ist eine ungarische Gemeinde im Kreis Ráckeve im Komitat Pest. Gut 10 Prozent der Bewohner gehören zur Gruppe der Ungarndeutschen.

## Geografische Lage
Szigetbecse liegt auf der Csepel-Insel, 41,5 Kilometer südlich des Zentrums der Hauptstadt Budapest und 3,5 Kilometer südlich der Kreisstadt Ráckeve. Nachbargemeinden sind Lórév und Makád.

## Persönlichkeiten
- André Kertész (1894–1985), Fotograf

## Sehenswürdigkeiten
- André-Kertész-Museum
- Nepomuki-Szent-János-Statue, erschaffen von János Máriahegyi Jr.
- Römisch-katholische Kirche Szent Mihály, erbaut 1800–1803 im Zopfstil
- Skulptur Életfa, erschaffen von Piroska Fodor und Ferenc Németh
- Szent-Vendel-Statue, erschaffen von János Máriahegyi Jr.

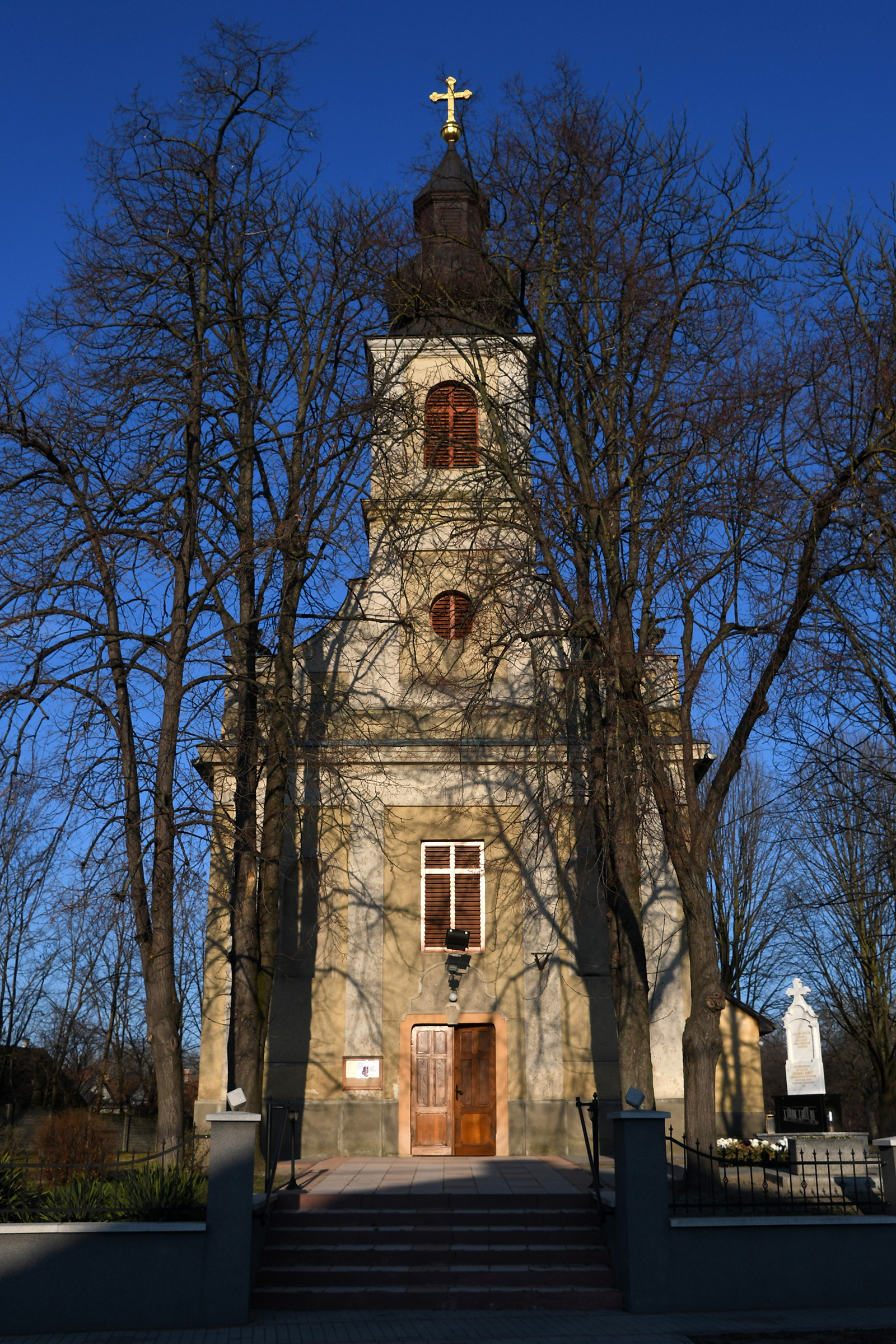
Römisch-katholische Kirche Szent Mihály
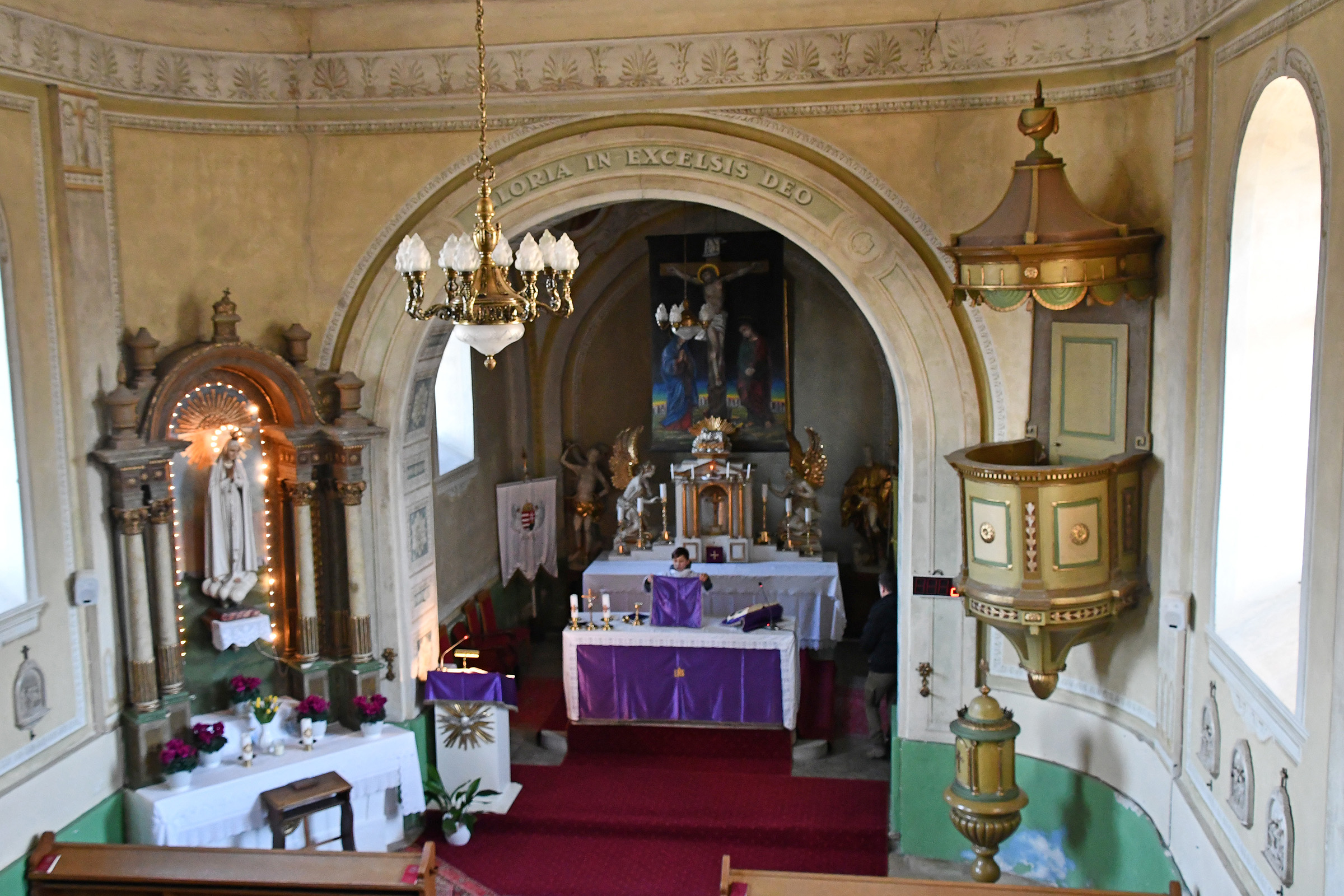
Innenraum der Kirche
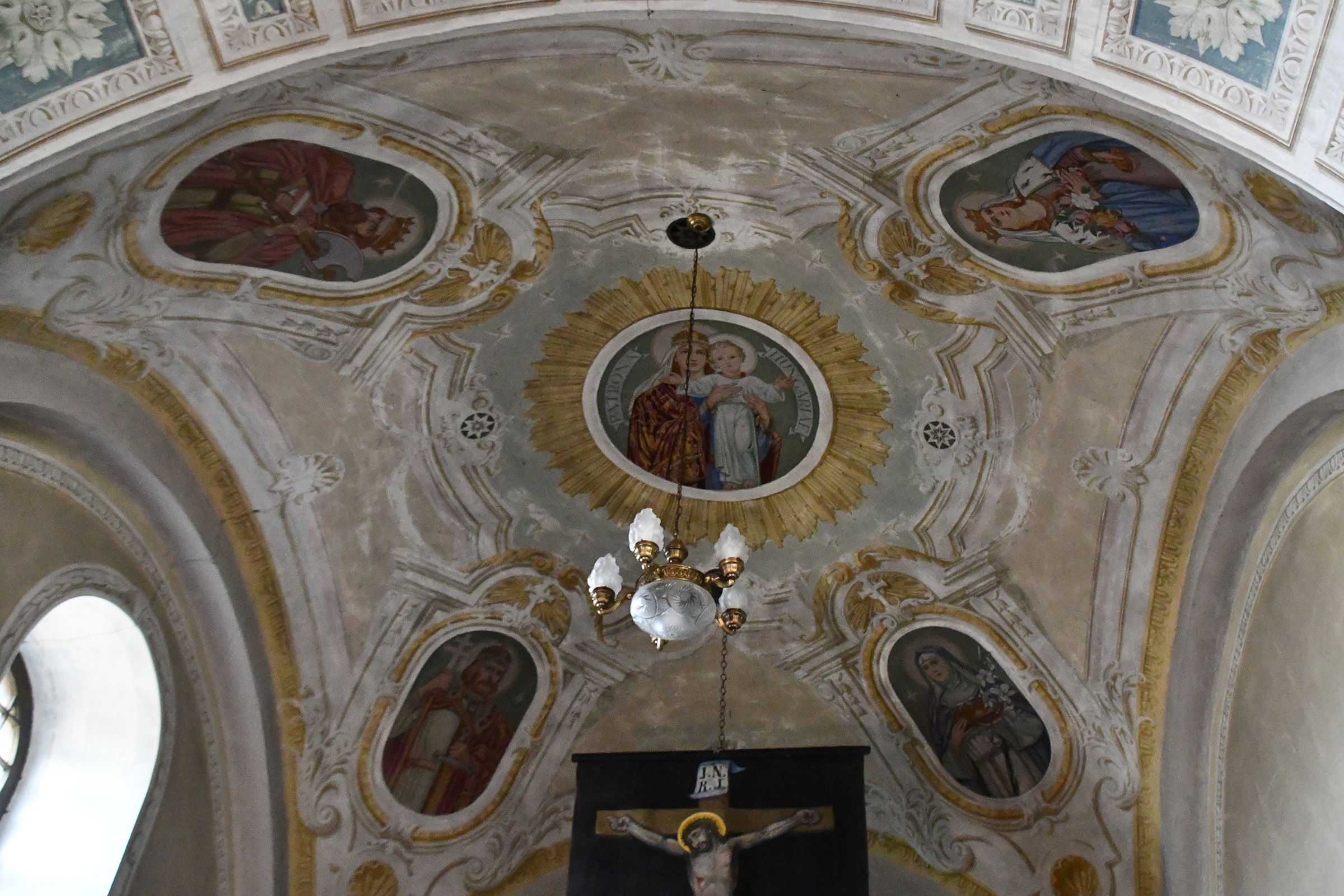
Deckenkuppel in der Kirche
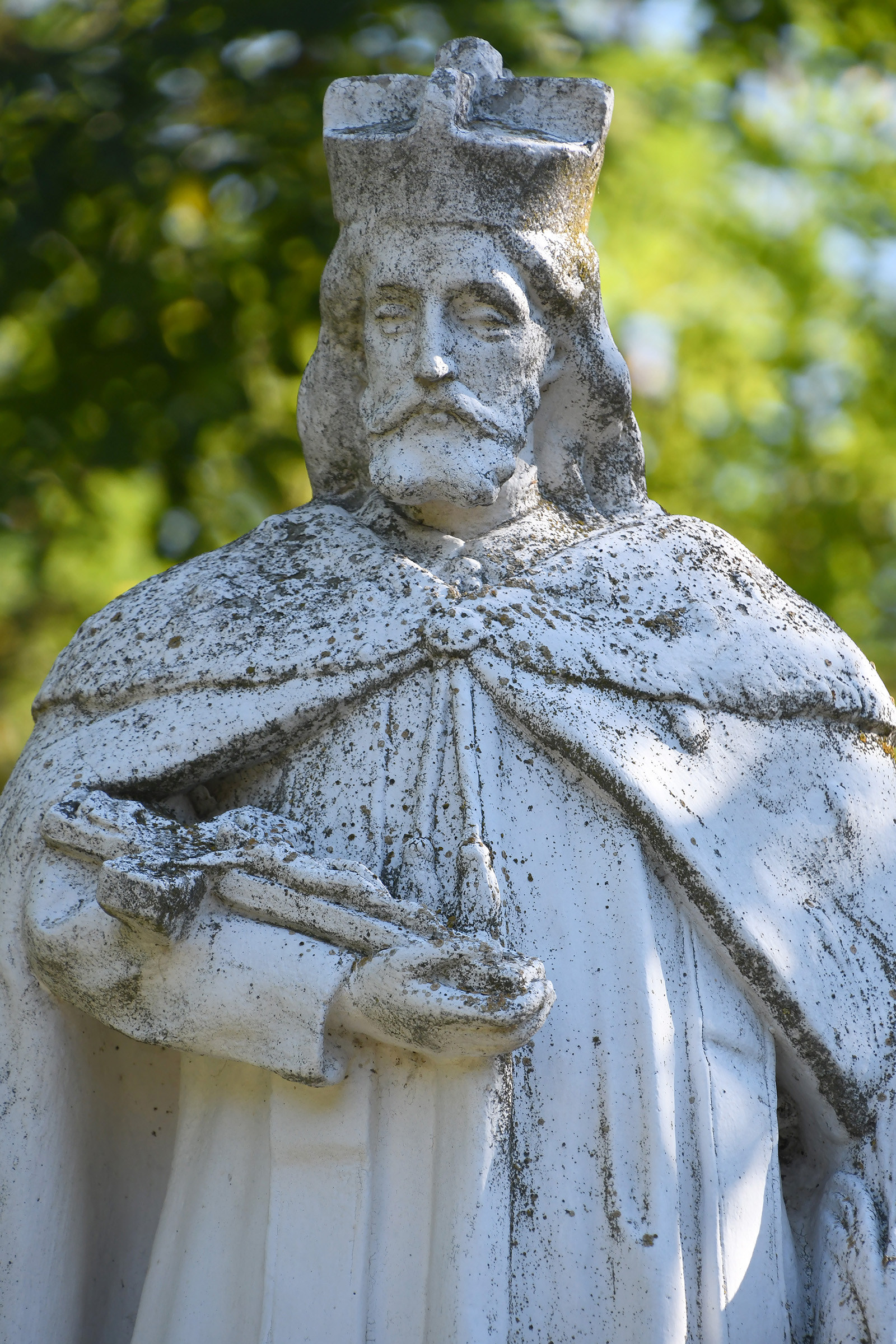
Nepomuki-Szent-János-Statue
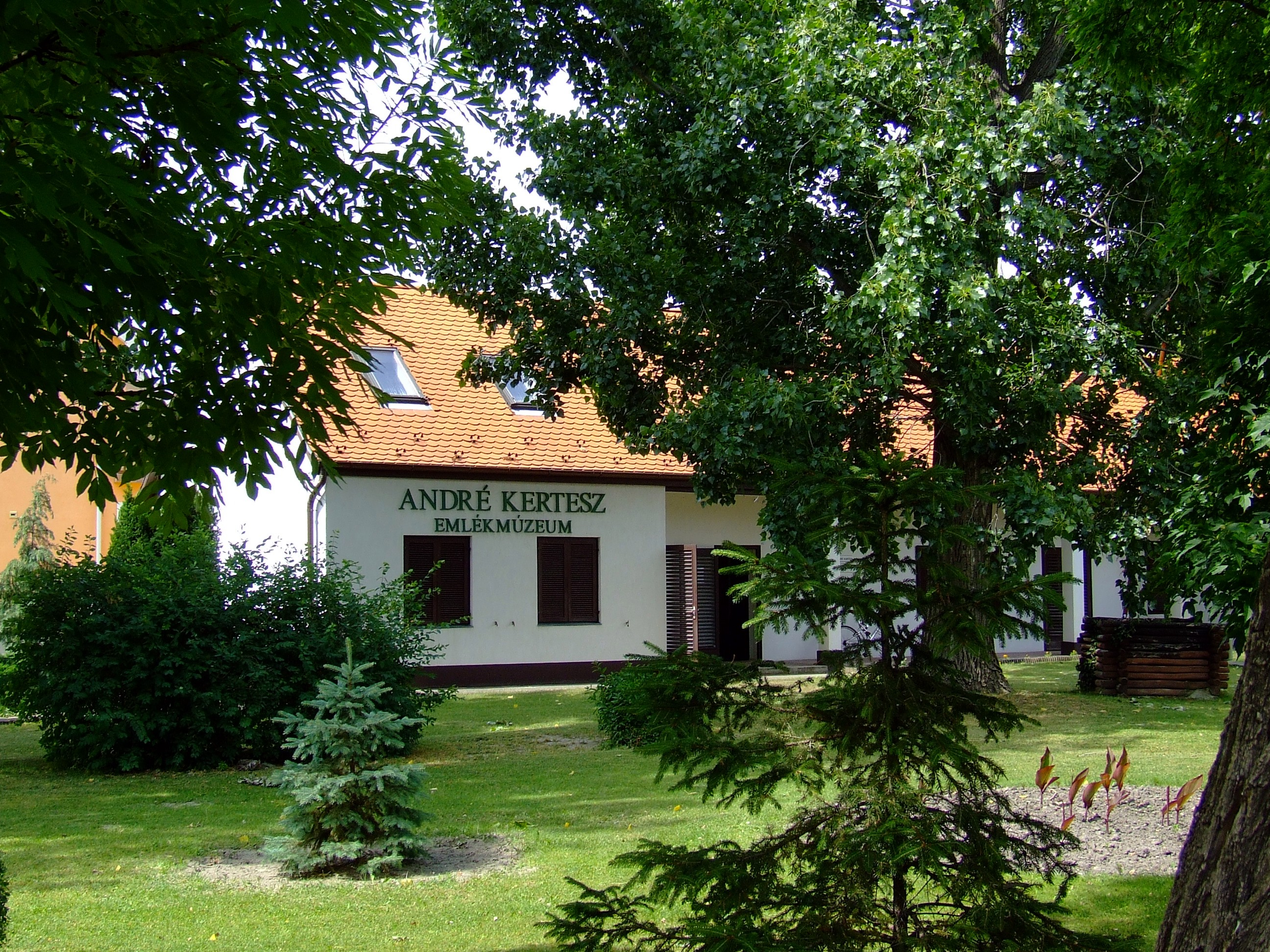
André-Kertész-Museum

## Verkehr
Durch Szigetbecse verläuft die Nebenstraße Nr. 51112. Es bestehen Busverbindungen nach Makád und nach Ráckeve, wo ein Anschluss an die Linie 6 der Budapester Vorortbahn HÉV besteht.